# Hauptfriedhof Gotha

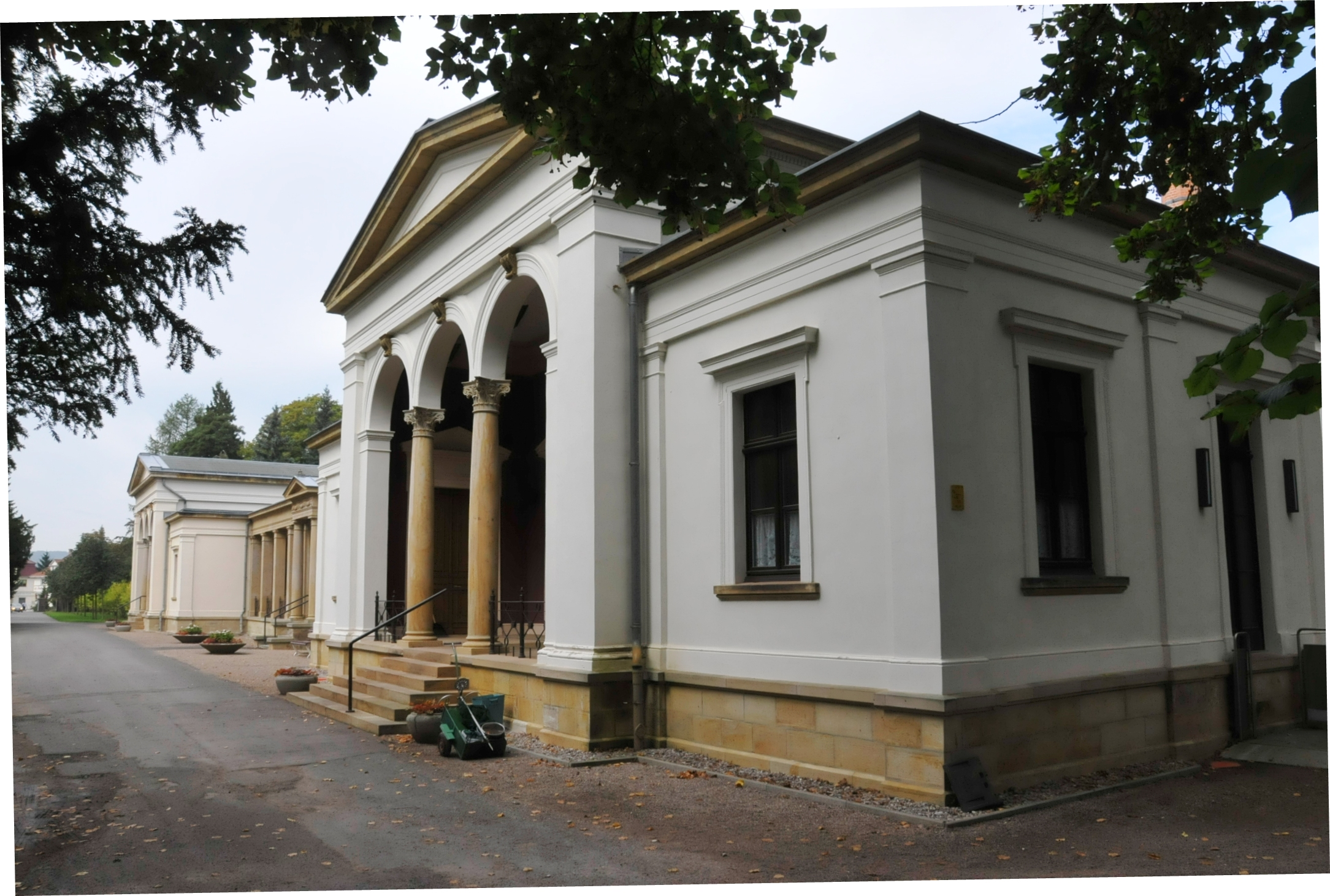
Das Krematorium, Westseite

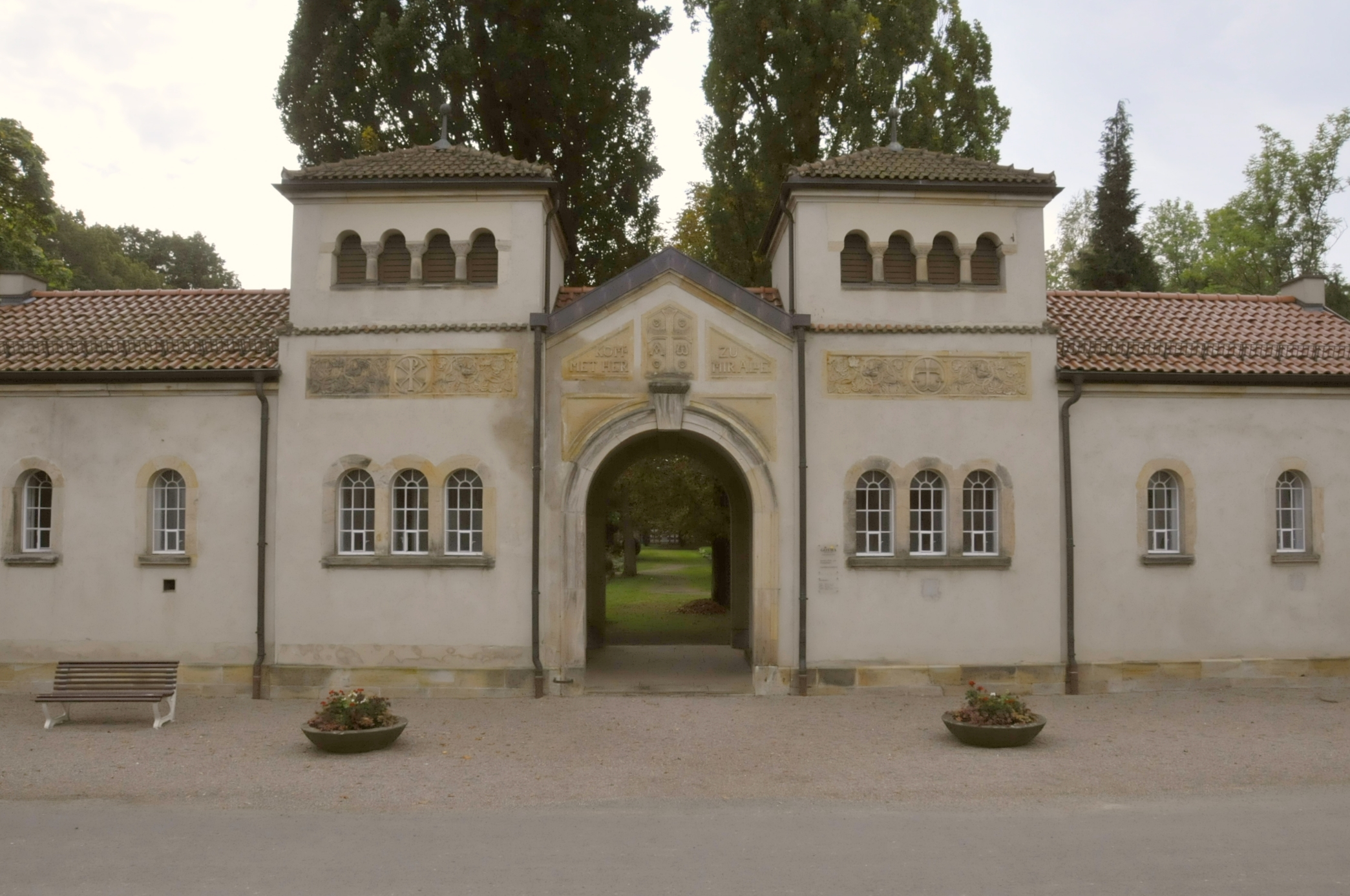
Wartehalle gegenüber dem Krematorium

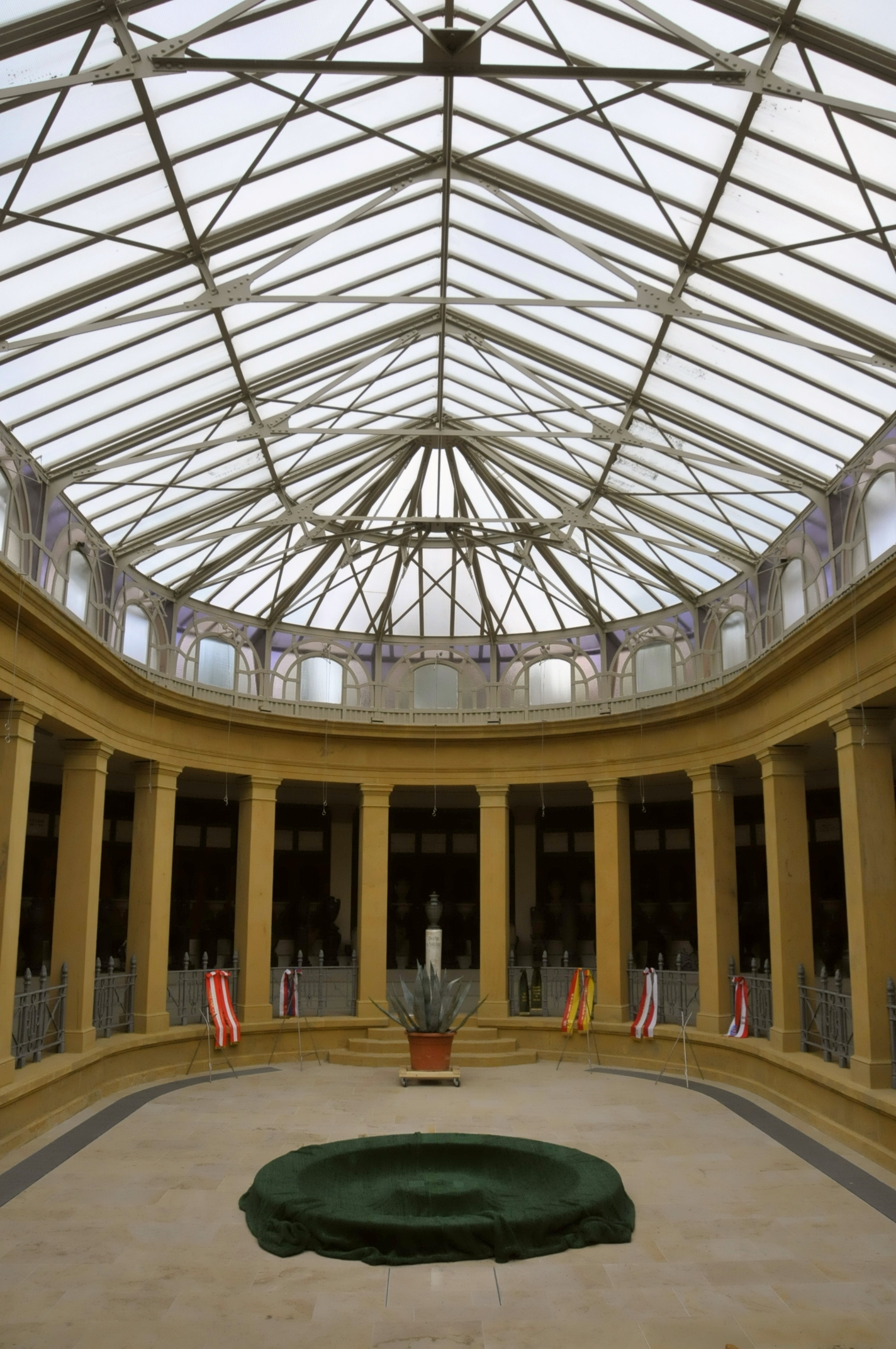
Innenansicht des Kolumbariums, in der Mitte die Urne von Bertha von Suttner

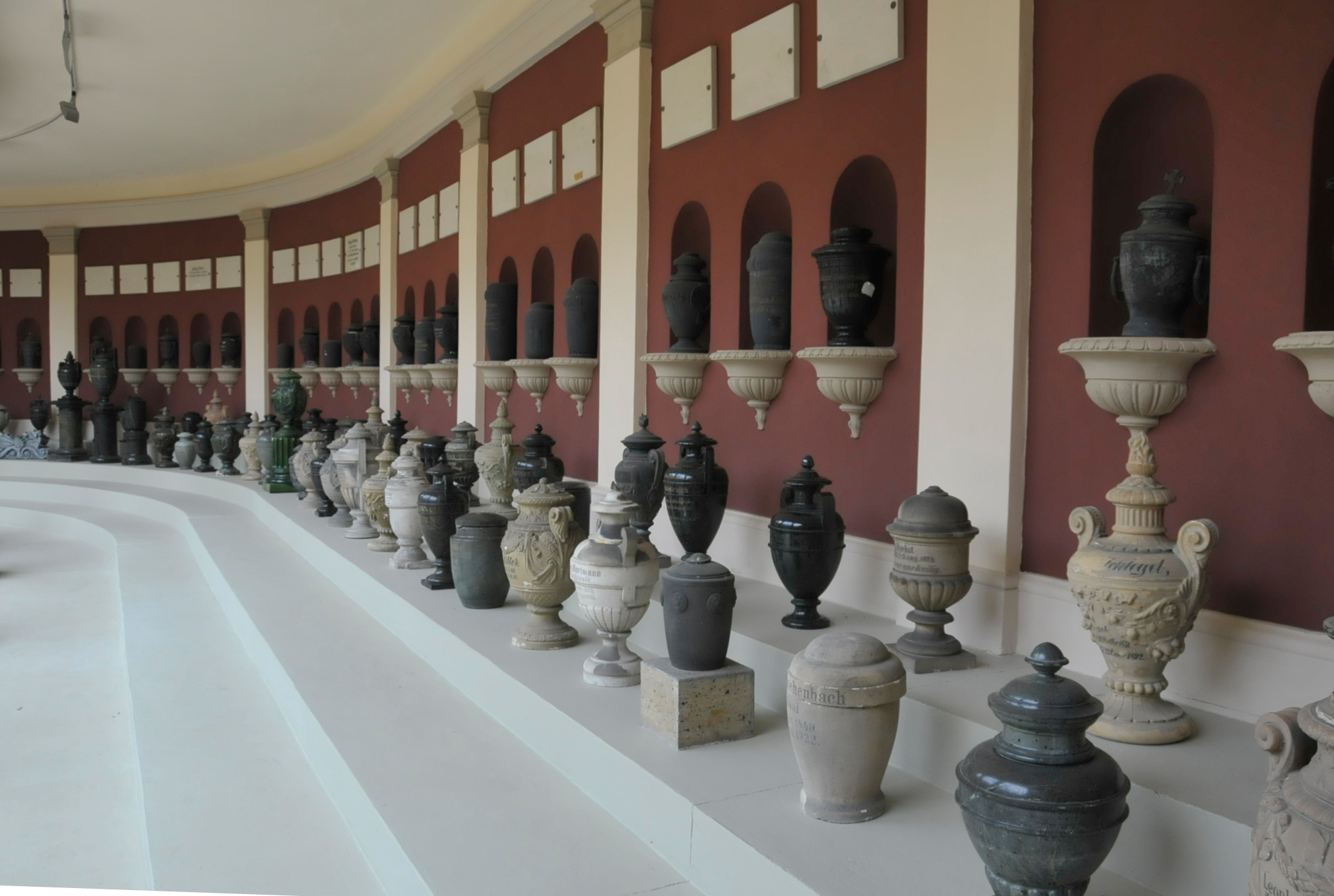
Innenansicht des Kolumbariums, Ostflügel

Der 20 Hektar große Hauptfriedhof Gotha (früher auch Friedhof V) ist der letzte noch betriebene von ehemals fünf Gothaer Friedhöfen. Er liegt an der Langensalzaer Straße im Nordosten der thüringischen Stadt. Das hier befindliche Krematorium von 1878 ist das älteste Deutschlands.

## Areal
Nach Erweiterungen in den Jahren 1908 und 1920 umfasst der Friedhof heute eine 20 Hektar große Fläche. Der Friedhof hat eine fast rechteckige Form, deren lange Seiten entlang des Heutalswegs und der Pfullendorfer Straße von NNW nach SSO verlaufen und dessen kurze Seiten im Norden vom Müllersweg und im Süden von einem Bauhof der Stadtwerke Gotha begrenzt werden. Hier war früher auch der Haupteingang. Durch ihn konnte man von Gotha aus durch die Pforte der Wartehalle bis zum Krematorium sehen.
Das Areal ist dreigeteilt: Während die nördlich und südlich gelegenen Teile I und III durch quadratige und rechteckige Flächen gekennzeichnet sind, die von gerade verlaufenden Wegen getrennt sind, ist der mittlere Teil im Jugendstil parkähnlich gestaltet: Er hat schön geschlungene Wege nach dem Muster des größeren Hamburg-Ohlsdorfer Friedhofes.

## Krematorium und Kolumbarium
Das im Jahr 1878 erbaute Krematorium besteht aus einem etwa 50 Meter langen Säulenbau aus Seeberger Sandstein im neoklassizistischen Stil. Das langgestreckte Hauptgebäude besitzt zwei durch eine Kolonnade verbundene, tempelähnliche Begrenzungsbauten, die von Dreiecksgiebeln bekrönt sind. Diese Tempel sind über einige Stufen und eine in drei Rundbögen geöffnete Vorhalle zugänglich. Im westlichen Tempel befindet sich die Leichenkammer, im östlichen das Krematorium und die Trauerkapelle. Dahinter angebaut ist im Hofbereich der Schornstein des Krematoriums.
Das im Jahr 1892 angebaute Kolumbarium ist eine glasüberdachte Pfeilerhalle auf U-förmigem Grundriss an der Kolonnadenwand zwischen den beiden Tempeln. Es beherbergt die Urnen zahlreicher bedeutender Persönlichkeiten. Zentral auf einer Säule steht die Urne der Pazifistin, Schriftstellerin und ersten Friedensnobelpreisträgerin Bertha von Suttner, die testamentarisch verfügt hatte, in Gotha eingeäschert zu werden.

## Geschichte
Die alten Friedhöfe I bis IV im Nordwesten der Stadt wurden in den Jahren 1874 (Friedhof I), 1883 (Friedhof II) und 1892 (Friedhöfe III und IV) geschlossen. 1878 wurde im Norden der Hauptfriedhof als Friedhof V angelegt. Er befand sich damals weit von der Stadt entfernt, am Ende der Langensalzaer Straße.

### Bau und Betrieb des Krematoriums
Im Mai 1874 wurde unter dem Vorsitz des Gothaer Landrats Wilhelm Ewald der Gothaer Feuerbestattungsverein gegründet, der die Errichtung eines modernen Krematoriums auf dem geplanten neuen Friedhof beabsichtigte. Bei der Stadtverwaltung, dem Staatsministerium und auch dem liberal gesinnten Herzog Ernst II. von Sachsen-Coburg und Gotha traf das Vorhaben auf Entgegenkommen, die für die Errichtung veranschlagten Kosten in Höhe von 15.000 Mark wurden jedoch hauptsächlich durch Spenden des Feuerbestattungsvereins, des ersten Deutschen Feuerbestattungskongresses (1876 in Dresden) und weitere private Spenden aufgebracht. So stiftete eine Gothaerin anonym 6.000 Mark, verbunden mit dem Wunsch, dass in der Urnenhalle eine Erinnerungstafel mit der Aufschrift „Elfriedes Segen“ angebracht werden möge.

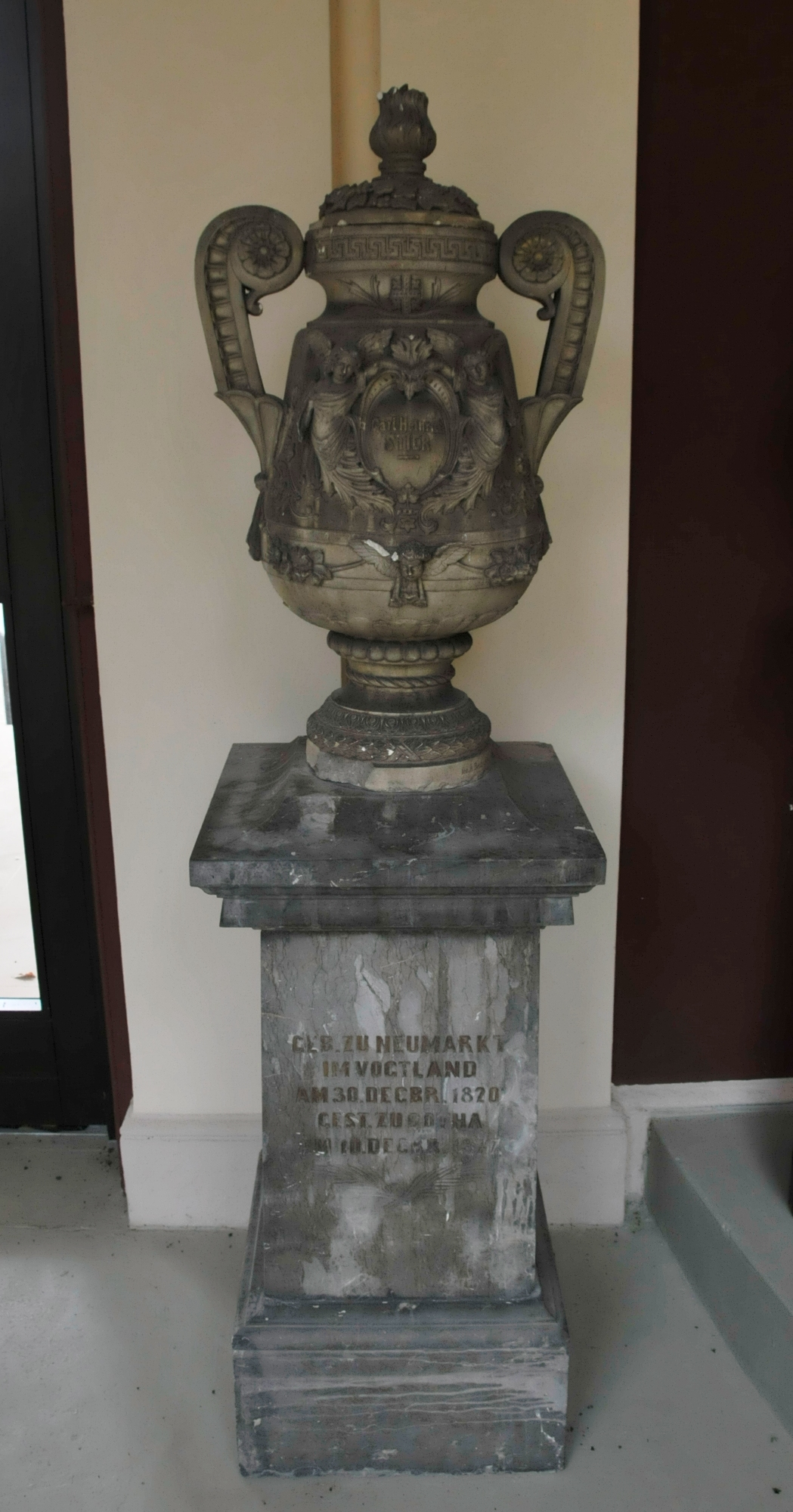
Die Urne von Karl Heinrich Stier, der als Erster in dem von ihm selbst entworfenen Krematorium eingeäschert wurde

Im Frühjahr 1878 wurde mit dem Bau des von Stadtbaurat Julius Bertuch im Stil des Neoklassizismus entworfenen Gebäudes begonnen. Die technische Anlage zur Feuerbestattung hatte der Ingenieur Karl Heinrich Stier (* 20. Dezember 1820 in Neumark im Vogtland; † 10. Dezember 1877 in Gotha) konzipiert. Der gasbetriebene Ofen war in der Glashütte von Friedrich Siemens in Dresden entwickelt worden. Mit der Fertigstellung des Gebäudes im November 1878 verfügte Gotha über das erste Krematorium Deutschlands und das zweite in Europa (das erste europäische Krematorium hatte bereits 1876 auf dem Cimitero Monumentale in Mailand seinen Betrieb aufgenommen).
Die erste Kremation fand in Gotha am 10. Dezember 1878 statt. Eingeäschert wurde an diesem Tag Karl Heinrich Stier, der das Krematorium entworfen hatte, aber vor der Erbauung gestorben war. Es war die erste Kremation eines Deutschen in der Neuzeit und die zweite in einem Verbrennungsofen auf deutschem Gebiet (bei der ersten Einäscherung in Deutschland, die am 9. Oktober 1874 im damaligen Siemens-Glaswerk in Dresden stattgefunden hatte, war eine Frau aus England kremiert worden). Karl Heinrich Stier hatte in seinem Testament verfügt, dass sein Leichnam in einem hermetisch versiegelten Metallsarg auf Friedhof IV vorläufig beigesetzt werden sollte, um nach Fertigstellung des Krematoriums als erste Leiche Deutschlands den Flammen übergeben zu werden. Er war der einzige im Eröffnungsjahr Eingeäscherte und die einzige Person in Gotha, die sowohl eine Erd- als auch eine Feuerbestattung bekam.

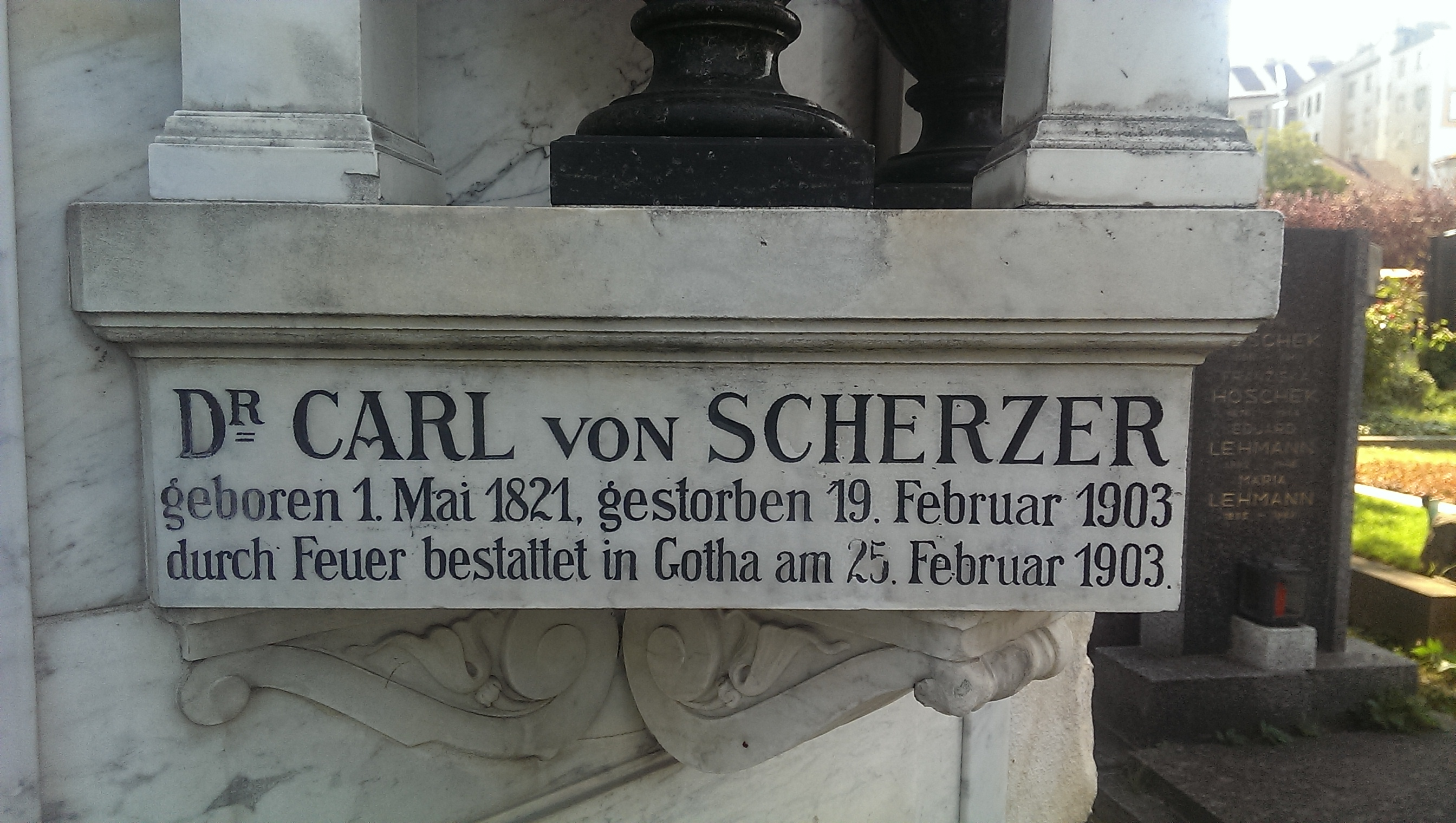
Hinweis auf das Krematorium Gotha auf dem Grabstein Karl von Scherzers in Wien

1879 fanden in Gotha 17 Einäscherungen statt. In den folgenden Jahren wurden immer mehr Tote aus allen Teilen Deutschlands und Österreichs ins Gothaer Krematorium gebracht. Bis zum 10. Dezember 1882 wurden 100 Verbrennungen vorgenommen. Von den Toten waren bis dahin 70 evangelischer, zwölf katholischer, fünf jüdischer Konfessionszugehörigkeit, für weitere 13 fehlte eine Angabe zur Konfession. Weitere Krematorien wurden in Deutschland erst in den Jahren 1891 (in Heidelberg) und 1892 (in Hamburg) errichtet.
Die Urnen wurden ursprünglich an der Kolonnadenwand zwischen den tempelähnlichen Begrenzungsbauten des Krematoriums aufgestellt. Als 1892 der Platz für die Urnen nicht mehr ausreichte, wurde durch Julius Bertuch im Mittelteil das Kolumbarium angebaut.
Wegen der starken geschichtlichen Verankerung blieb der Anteil der Feuerbestattungen in Gotha bis heute sehr hoch. In den 1920er Jahren wurden in Gotha bereits drei Viertel aller Toten eingeäschert. Heute beträgt der Anteil der Feuerbestattungen in Gotha über 90 Prozent. In den ostdeutschen Bundesländern betrug er im Jahr 2014 durchschnittlich etwas mehr als 75 Prozent, in den alten Bundesländern ist er wesentlich niedriger, da dort der Einfluss der „Volkskirchen“ größer ist als in der ehemaligen DDR.

### Erweiterungen und Veränderungen
Entsprechend den wachsenden Anforderungen einer sich vergrößernden Stadt wurde das Friedhofsareal zweimal erweitert. 1908 erfolgte die erste Erweiterung nach Entwürfen des Gothaer Hofgärtners Lichtenecker, der sich ausdrücklich auf das Vorbild des Parkfriedhofs in Hamburg-Ohlsdorf bezog. Nach Plänen des Gothaer Garteninspektors Pée wurde der Friedhof im Jahre 1920 nochmals erweitert. In den 1920er Jahren hatte der Friedhof eine derart hohe gestalterische Qualität, dass er zu den „schönsten Friedhöfen ganz Thüringens“ gezählt wurde.
Aus Platzmangel und zum Zwecke der Pflegevereinfachung wurden in den 1950er Jahren viele Bereiche des Friedhofs verändert, so auch wegen der Anlage eines Sozialistendenkmals und des sowjetischen Ehrenmals. Zu jener Zeit erhielt das Areal auch eine Bruchsteineinfriedungsmauer mit einem geschmiedeten Tor.

### Sanierung
1994 wurde mit der Sanierung des gesamten Gebäudekomplexes begonnen. Das Thüringische Landesdenkmalamt, die Bundesstiftung Umwelt und die Deutsche Stiftung Denkmalschutz, die bisher rund 135.000 Euro beisteuerte, unterstützten die Stadt bei der Restaurierung dieses nicht nur für Gotha bedeutenden Denkmals. Nach Arbeiten an den durch Feuchtigkeit und Umwelteinflüsse geschädigten Fassaden wurde auch das Glasdach des Kolumbariums nach altem Vorbild erneuert. Lediglich die Bekrönungen des Giebelfirstes (Akroterien) harren noch ihrer Restaurierung.

## Gräber bekannter Persönlichkeiten
Unter anderem fanden auf dem Hauptfriedhof ihre letzte Ruhestätte:
| Name                       | Lebenszeit | Beruf | Standort der Grabstätte                                          | Koordin.            | Bild |
| -------------------------- | ---------- | --- | ---------------------------------------------------------------- | ------------------- | ---- |
| Werner Horn                | 1903–1978  | Kartograf                                                                                                 | Ehrenhain                                                        | Standort            |      |
| Carl Kaiserling            | 1869–1942  | Pathologe                                                                                                 |                                                                  |                     |      |
| Zotho Dietzsch             | 1855–1937  | Versicherungsdirektor                                                                                     |                                                                  |                     |      |
| Wilhelm Hansen             | 1832–1906  | Fabrikbesitzer („Eisengießerei und Maschinenfabrik Brigleb, Hansen & Co.“)                                | Ehrenbürgerhain                                                  | Standort            |      |
| Hilde Mangold              | 1898–1924  | Biologin                                                                                                  | Teil I., Feld 2                                                  | Standort            |      |
| Albin Nehrlich             | 1845–1892  | Zeitungsverleger („Gothaisches Tageblatt“)                                                                | Teil II., Fam.-Platz Nr. 287/287a                                |                     |      |
| Albert Kandt               | 1866–1926  | Generaldirektor der Gothaer Waggonfabrik                                                                  | Teil II., rechts hinter Querweg, Fam.-Pl. 617                    |                     |      |
| Paul Mattaei               | 1851–1923  | Verlagsbuchhändler                                                                                        | Teil II., linke Seite vom Querweg, Fam.-Pl. 209                  |                     |      |
| Heindrich Feldmann         | 1863–1923  | Kaufmann                                                                                                  | Teil II., linke Seite vom Querweg, Fam.-Pl. 214/216              |                     |      |
| Otto Cyrus                 | 1859–1917  | Hofwagenfabrikant                                                                                         | Teil II., neben Gedenkplatz für die Märzgefallenen, Fam.-Pl. 143 |                     |      |
| Klaus Törpe                | 1935–1950  | Radrennfahrer                                                                                             | Teil III., Feld 11, 1c Nr. 69/70                                 |                     |      |
| Karl Friedrich von Strenge | 1843–1907  | Rechtsgelehrter und Staatsminister                                                                        | Teil II., Fam.-Pl. 612                                           |                     |      |
| Julius Cosmar              | 1820–1899  | Gutsbesitzer und Wohltäter                                                                                | Ehrenbürgerhain                                                  | Standort            |      |
| Bertha Schneyer            | 1830–1912  | Wohltäterin                                                                                               | Ehrenbürgerhain                                                  | Standort            |      |
| Hermann Robert Müller      | 1845–1914  | Kirchenrat, geistlicher Referent im Herzoglichen Staatsministerium, Direktor der Waisenversorgungsanstalt | Ehrenbürgerhain                                                  | Standort            |      |
| Heinrich Kunreuther        | 1864–1925  | Rechtsanwalt                                                                                              | Teil I., Feld 23                                                 | Standort            |      |
| Hermann Habenicht          | 1844–1917  | Kartograph                                                                                                | Fläche für erhaltungswürdige Grabmale                            | Standort            |      |
| Friedrich Jacobs           | 1764–1847  | Klassischer Philologe, Numismatiker und Schriftsteller                                                    | Rondell Grabmal Oberbürgermeister                                | Standort            |      |
| Johann Ehrenfried Freund   | 1834–1903  | Senator, Gönner Gothas                                                                                    | Ehrenbürgerhain                                                  | Standort            |      |
| Paul Friedrichs            | 1859–1928  | Kommerzienrat, Ziegeleibesitzer                                                                           | Fam.-Pl. 347                                                     | Standort            |      |
| Johannes Doebel            | 1835–1908  | Ehrenbürger, Bankdirektor, Geheimer Finanzrat (seit 1891) und Direktor der Gothaer Feuerversicherungsbank | Ehrenbürgerhain                                                  | Standort            |      |
| Otto Böhm                  | 1870–1928  | Kaufmann                                                                                                  | Fam.-Pl. 622                                                     | Standort            |      |
| Oskar Blödner              | 1853–1916  | Geheimer Kommerzienrat und Unternehmer (Gummifabrik)                                                      | Ehrenbürgerhain                                                  | Standort            |      |
| Julius Bertuch             | 1838–1904  | Architekt                                                                                                 | Teil I., Feld 32                                                 | Standort            |      |
| Wilhelm Ewald              | 1825–1878  | Landrat                                                                                                   | Fam.-Platz 178                                                   | Standort            |      |
| August Köhler              | 1821–1879  | Pädagoge                                                                                                  | Fläche für erhaltungswürdige Grabmale                            | Standort            |      |
| Hugo Mairich               | 1863–1902  | Ingenieur                                                                                                 | Fam.-Platz 489                                                   | Standort            |      |
| Kurd Laßwitz               | 1848–1910  | Schriftsteller                                                                                            | Urnenplatz 119                                                   | Standort            |      |
| Albert von Bamberg         | 1844–1910  | Pädagoge                                                                                                  | Ehrenhain                                                        | Standort            |      |
| Bertha von Suttner         | 1843–1914  | Schriftstellerin, Friedensnobelpreisträgerin                                                              | Urne im Kolumbarium                                              | Standort            |      |
| Arwed Emminghaus           | 1831–1916  | Nationalökonom und Ehrenbürger Gothas                                                                     | Fam.-Platz 596                                                   | Standort            |      |
| Julius Krusewitz           | 1850–1923  | Architekt                                                                                                 | Fam.-Platz 177                                                   | Standort            |      |
| Robert Friedrichs          | 1849–1924  | Unternehmer                                                                                               | Teil II., Feld 12, Fam.-Platz 606/607                            |                     |      |
| August Blödner             | 1852–1927  | Unternehmer                                                                                               | Teil II., Feld 12, Fam.-Platz 618                                |                     |      |
| Gottfried Moßler           | 1844–1927  | Kommunalpolitiker und Ehrenbürger Gothas                                                                  | Teil II., Feld 13, Urnenplatz Nr. 2/3                            | Standort            |      |
| Fritz Bothmann             | 1858–1928  | Unternehmer                                                                                               | Fam.-Pl. 294/295                                                 | Standort            |      |
| Otto Liebetrau             | 1855–1928  | Kommunalpolitiker, Oberbürgermeister und Ehrenbürger Gothas                                               | Ehren-Rondell                                                    | Standort            |      |
| Wilhelm Bock               | 1846–1931  | Gewerkschafter und Politiker                                                                              | Teil II. Feld 4a, Ecke                                           | Standort            |      |
| Carl Rohrbach              | 1861–1932  | Pädagoge und Astronom                                                                                     | Fam.-Platz 325 a                                                 | Standort            |      |
| Philipp Harjes             | 1860–1933  | Unternehmer, Geheimer Kommerzienrat                                                                       | Fam.-Platz 603                                                   | Standort            |      |
| Friedrich Burbach          | 1866–1934  | Pfarrer an der Augustinerkirche (1891–1933)                                                               | Teil III., Feld 4 Ib, Nr. 52                                     | Standort (ungefähr) |      |
| Karl Kohlstock             | 1864–1935  | Pädagoge                                                                                                  | Teil III., Feld 4 IIb, Nr. 8                                     |                     |      |
| Alfred Cramer              | 1872–1938  | Architekt                                                                                                 | Teil II., Urnenplatz, Fam.-Platz Nr. 95                          |                     |      |
| Georg Florschütz           | 1859–1940  | Mediziner                                                                                                 | Ehrenhain, Fam.-Platz 417                                        | Standort            |      |
| Adolf Schmidt              | 1860–1944  | Geophysiker                                                                                               | Kolumbarium                                                      | Standort            |      |
| Ernst Anding               | 1860–1945  | Astronom                                                                                                  | Fam.-Platz 224                                                   | Standort            |      |
| Karl Samwer                | 1861–1946  | Jurist und Staatsrechtler, Ehrenbürger Gothas                                                             | Fam.-Platz Nr. 534                                               | Standort            |      |
| Otto Geithner              | 1876–1948  | Politiker und Journalist                                                                                  | Urnenplatz 205 a                                                 | Standort            |      |
| Paul Langhans              | 1867–1952  | Geograph und Kartograph                                                                                   | Fam.-Pl. 545                                                     | Standort            |      |
| Richard Neuland            | 1884–1958  | Architekt                                                                                                 | Teil II., Feld 17, Urnenplatz 1113/14                            |                     |      |
| Bruno Tamme                | 1883–1964  | Architekt                                                                                                 | Feld 3 IIb, Nr. 97                                               |                     |      |
| Hermann Haack              | 1872–1966  | Kartograf und Ehrenbürger Gothas                                                                          | Fam.-Platz 171/172                                               | Standort            |      |
| Kurt Kauter                | 1913–2002  | Schriftsteller                                                                                            |                                                                  |                     |      |
| Hanns Cibulka              | 1920–2004  | Schriftsteller                                                                                            | Ehrenhain                                                        | Standort            |      |

## Fläche exponierter Grabmale
Bei der Beräumung der alten Gothaer Friedhöfe I bis IV wurden einige wenige Grabdenkmäler bedeutender Persönlichkeiten gesichert und auf dem Hauptfriedhof aufgestellt. Die exponierten Grabmale finden sich auf einer Grünfläche rechts des Hauptweges vor der Wartehalle. Hier stehen die Grabsteine von:
| Name                 | Lebensdaten | Beruf                                                       | ursprünglicher Bestattungsort | Koordin. | Bild |
| -------------------- | ----------- | ----------------------------------------------------------- | ----------------------------- | -------- | ---- |
| Peter Andreas Hansen | 1795–1874   | Astronom und Geodät                                         | Friedhof IV                   | Standort |      |
| August Petermann     | 1822–1878   | Geo- und Kartograph                                         | Friedhof IV                   | Standort |      |
| Conrad Ekhof         | 1720–1778   | Schauspieler, Mitbegründer des ersten deutschen Hoftheaters | Friedhof II                   | Standort |      |
| Justus Perthes       | 1749–1816   | Buchhändler und Verleger                                    | Friedhof I                    | Standort |      |
| Ludwig Bohnstedt     | 1822–1885   | Architekt                                                   | Friedhof IV                   | Standort |      |
| Johann Ludwig Böhner | 1787–1860   | Komponist, Klavier- und Orgelvirtuose                       | Friedhof III                  |          |      |
| Wilhelm Pertsch      | 1832–1899   | Bibliothekar und Orientalist                                | Friedhof IV                   | Standort |      |

Auf der Rückseite der Wartehalle ist der vom Friedhof I stammende Grabstein Andreas Reyhers in die Wand eingelassen.